# Edmund Penney
Edmund Freeman Penney (* 26. Juli 1926 in Los Angeles, Kalifornien; † 11. September 2008 ebenda) war ein US-amerikanischer Schauspieler, Regisseur und Autor.

## Leben
Edmund F. Penney wurde 1926 als Sohn des Künstlers Frederick Doyle Penney (1900–1988) und der Malerin und Kunsthistorikerin Janice Lovoos (1903–2007; gebürtige Beck) geboren. Im Zweiten Weltkrieg diente er ab 1944 als Signalman im Quartermaster Corp. und war im Pazifik im Einsatz. Nach seiner Entlassung 1946 besuchte er wieder das College. Mit einer Rede über den Politiker Patrick Henry gewann er 1947 den Hearst National Oratorical College Contest. Von 1947 bis 1950 studierte Penney an der University of Southern California und 1949 an der Columbia University.
Penney war bereits als Jugendlicher schauspielerisch tätig. Ab Ende der 1940er Jahre erhielt er auch Rollen in Filmproduktionen, wobei er zu Beginn seiner Karriere mehrheitlich in ungenannten Kleinstrollen besetzt wurde. So trat er unter anderem in Filmen wie Romanze mit Hindernissen, Keinen Groschen für die Ewigkeit und Unter falscher Flagge auf.
Von 1954 bis 1959 unterrichtete er am Los Angeles Conservatory of Music and the Arts. 1956 war Penney an der Entstehung von Cecil B. DeMilles Monumentalfilm Die zehn Gebote als zusätzlicher Autor beteiligt, erhielt aber keinen Credit als Drehbuchautor. In einer ungenannten Sprechrolle synchronisierte er im Film den Hohepriester.
Nach einer kurzen Tätigkeit als Vice President of Production bei Filmways 1959 wirkte er von 1961 bis 1966 als Creative Director beim Produktionsunternehmen St. Ives Productions. 1966 gründete er sein eigenes Produktionsunternehmen Edmund Penney Productions. Von 1968 bis 1974 war Penney als Vice President für Mentor Productions tätig. Ab Ende der 1960er Jahre drehte Penney erste Dokumentarfilme wie den um 1969 mit Bill Cartwright und Sven Walnum gefilmten Angel’s Flight über die gleichnamige Standseilbahn in Los Angeles. Der von Penney gemeinsam mit Herbert Kline gedrehte Dokumentarfilm Walls of Fire über die Geschichte des mexikanischen Muralismo wurde bei den Golden Globe Awards 1973 mit dem Preis für den Besten Dokumentarfilm ausgezeichnet. Bei der Oscarverleihung 1974 waren Penny und Gertrude Ross Marks als Produzenten des Films zudem für den Oscar in der Kategorie Bester Dokumentarfilm nominiert.
Sein gemeinsam mit Sam Peckinpah und John Crawford geschriebenes Drehbuch über einen Goldsucher, der eine Wasserstelle in der Wüste findet, wurde 1970 von Peckinpah unter dem Titel The Ballad of Cable Hogue verfilmt. Mit seiner Mutter Janice Lovoos schrieb Penney eine Biografie über den Künstler Millard Sheets. Zudem erarbeite er zwei umfangreiche Nachschlagewerke zu Fachbegriffen aus der Medien- und Filmbranche.
Ab der zweiten Hälfte der 1970er Jahre war Penney wieder verstärkt schauspielerisch tätig. Parallel arbeitete für das Produktionsunternehmen Omstar Productions. In den 1980er Jahren trat er unter anderem in Gastrollen in Prime-Time-Soaps wie Dallas, Unter der Sonne Kaliforniens, Falcon Crest und Der Denver-Clan auf. Anfang der 1990er Jahre zog er sich von der Schauspielerei zurück.
Penney war Mitglied der Academy of Motion Picture Arts and Sciences, der Writers Guild of America, der Directors Guild of America, der American Federation of Television and Radio Artists und der Screen Actors Guild.
Aus seiner 1952 geschlossenen Ehe mit Evangeli Archer, die 1967 geschieden wurde, ging eine Tochter hervor. In zweiter Ehe war Penney ab 1967 mit der Schauspielerin und Casting-Direktorin Mercedes De Rosario Alberti (1940–2009) verheiratet. Edmund Penney starb am 11. September 2008 im Alter von 82 Jahren in seiner Geburtsstadt Los Angeles.

## Filmografie
Schauspieler
- 1948: Where Will You Hide? (Kurzfilm)
- 1951: Romanze mit Hindernissen (On Moonlight Bay)
- 1951: Keinen Groschen für die Ewigkeit (Force of Arms)
- 1951: Santa and the Fairy Snow Queen (Kurzfilm)
- 1952: Unter falscher Flagge (Yankee Buccaneer)
- 1952–1953: The Red Skelton Show (Fernsehserie, 15 Episoden)
- 1954: My Little Margie (Fernsehserie, 2 Episoden)
- 1954: Rocky Jones, Space Ranger (Fernsehserie, 1 Episode)
- 1955: The Whistler (Fernsehserie, 1 Episode)
- 1955: Medic (Fernsehserie, 1 Episode)
- 1955: Todeszelle 2455 (Cell 2455, Death Row)
- 1955: The Man Behind the Badge (Fernsehserie, 2 Episoden)
- 1955: Fort Yuma
- 1955, 1957: Fury (Fernsehserie, 2 Episoden)
- 1956: Superman – Retter in der Not (Adventures of Superman, Fernsehserie, 1 Episode)
- 1956: Die zehn Gebote (The Ten Commandments, Stimme)
- 1957: Under Fire
- 1958: Wenn die Hölle losbricht (When Hell Broke Loose)
- 1959: Wenn man Millionär wär (The Millionaire, Fernsehserie, 1 Episode)
- 1960: Teenage Diary (Kurzfilm)
- 1974: Black Eye
- 1977: Billy Jack Goes to Washington
- 1978: Die liebestollen Stewardessen (Flying High, Fernsehserie, 1 Episode)
- 1978: Bud and Lou (Fernsehfilm)
- 1979: Ein Mann kämpft allein (The Jericho Mile, Fernsehfilm)
- 1983: Grace Kelly (Fernsehfilm)
- 1983: Hotel (Fernsehserie, 1 Episode)
- 1983: Remington Steele (Fernsehserie, 1 Episode)
- 1984: Dallas (Fernsehserie, 1 Episode)
- 1985: Berrenger’s (Fernsehserie, 1 Episode)
- 1986: Unter der Sonne Kaliforniens (Knots Landing, Fernsehserie, 1 Episode)
- 1986: Falcon Crest (Fernsehserie, 1 Episode)
- 1986: Der Denver-Clan (Dynasty, Fernsehserie, 1 Episode)
- 1988: Eisenhower & Lutz (Fernsehserie, 1 Episode)
- 1991: Ehekriege (Civil Wars, Fernsehserie, 1 Episode)

Regisseur
- 1969: Angel’s Flight (Dokumentarfilm)
- 1971: Walls of Fire (Dokumentarfilm, Co-Regie und Produzent)
- 1972: Ruth St. Denis: The Dancing Prophet (Dokumentarfilm)
- 1982: The Sky is Falling (Dokumentarfilm)
- 1998: Alice Asmar, Artist (Dokumentarfilm)
- 1998: Song of the Basque (Dokumentarfilm)

Drehbuchautor
- 1970: Abgerechnet wird zum Schluss (The Ballad of Cable Hogue)
- 1972: Ruth St. Denis: The Dancing Prophet (Dokumentarfilm)
- 1998: Alice Asmar, Artist (Dokumentarfilm)

## Schriften
- mit Janice Lovoos: Millard Sheets: One-Man Renaissance. Northland Press, Flagstaff, Arizona, 1984, ISBN 978-0-873-58335-0.
- A Dictionary of Media Terms. Putnam, New York, 1984, ISBN 0-399-12958-8, Digitalisat.
- The Facts On File Dictionary of Film and Broadcast Terms. Facts On File, Inc., New York, N.Y., 1991, ISBN 0-8160-1923-1, Digitalisat.